# Magazin für die Literatur des Auslandes

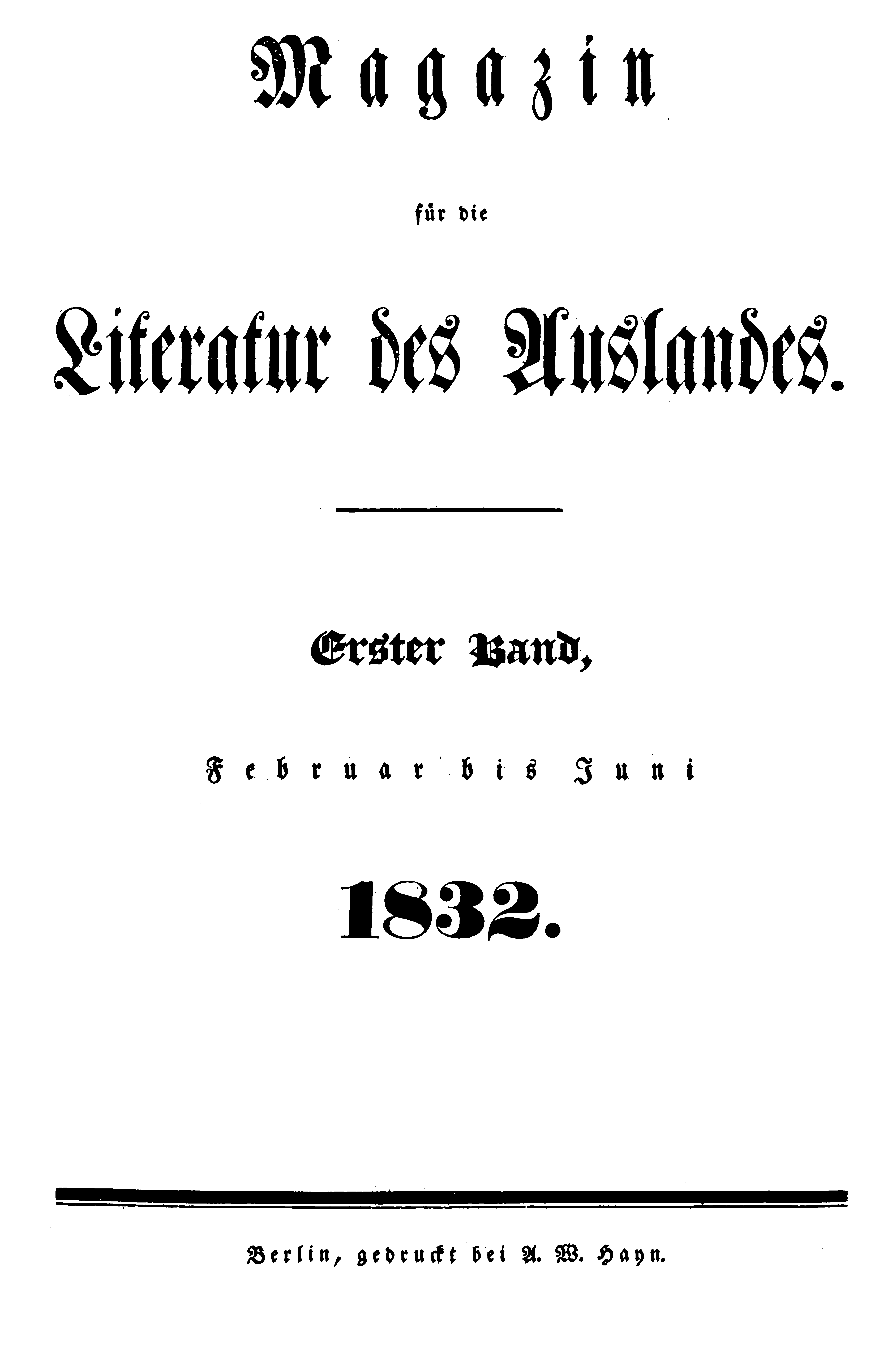
Magazin für die Literatur des Auslandes, 1832

Das Magazin für die Literatur des Auslandes war eine deutsche Literaturzeitschrift, die von 1832 bis 1915 unter wechselnden Titeln erschien, und zwar ab 1881 unter dem Titel Das Magazin für die Literatur des In- und Auslandes als Organ des Allgemeinen Deutschen Schriftstellerverbandes, von 1890 bis 1905 als Das Magazin für Litteratur und von 1908 bis 1915 als Das Magazin. Monatsschrift für Literatur und Kultur, Kunst und Theater.

## Geschichte
1832 begründete Joseph Lehmann das Magazin für die Literatur des Auslandes. Er nutzte dafür die vielfältigen Informationen, die preußische Gesandte aus dem Ausland über dortige literarische Nachrichten und Neuerscheinungen an die Preußische Staatszeitung sandten, bei der er als Feuilletonredakteur angestellt war.
Die Zeitschrift enthielt Artikel über die Literatur aus Europa, Übersee und Asien, vor allem Zusammenfassungen und Rezensionen, vereinzelt auch mit literarischen Texten als Übersetzungen. Sie hatte in dieser Zeit ein hohes Ansehen.
Nach dem Tod von Joseph Lehmann 1873 wurde die Zeitschrift zunächst in der bisherigen Form weitergeführt.
Ab 1880 nahm das Magazin auch Nachrichten zur deutschen Literatur auf. Sie wandte sich in den folgenden Jahren vor allem der  deutschsprachigen Gegenwartsliteratur zu und veröffentlichte auch literarische Texte.